# Megan Burns
Megan Burns (n. 25 de junio de 1986), también conocida como Betty Curse, es una cantante y actriz británica.

## Primeros años y carrera de actuación
Megan Burns nació en Liverpool, Inglaterra. Cuando tenía tres años de edad, su padre dejó a su madre. A los 11 años, su abuela la envió a clases de drama. Luego de esto, recibió un papel en la película Liam (2000). Ganó el Premio Marcello Mastroianni en el Festival Internacional de Cine de Venecia por su actuación. Danny Boyle vio dicha cinta y la eligió para su película 28 Days Later, en donde interpreta a Hannah, una de las supervivientes de una epidemia mortal de rabia humana.

## Carrera como cantante
Burns desde entonces ha trabajado como cantante bajo el alias de Betty Curse, que fue elegido por Island Records. Su primer sencillo fue lanzado como un A-side, "Met on the Internet", y también puso a la venta "Excuse All the Blood"; ambas canciones fueron lanzadas el 29 de mayo de 2006. Su primer álbum, Hear Lies, fue lanzado el 31 de octubre de 2006 a través de iTunes. La versión en CD, Here Lies Betty Curse, fue lanzada en abril de 2007. El primer sencillo del álbum, "God This Hurts", fue lanzado en agosto de 2007, seguido por "Girl with Yellow Hair" el 13 de noviembre. En 2006, cantó y ganó en un especial de Halloween del programa The Slamme con "Girl With Yellow Hair".

## Filmografía
- Liam (2000)
- 28 Days Later (2002)

## Discografía
- 2006 Hear Lies — lanzado el 30 de octubre (únicamente para descarga)
- 2006 Here Lies Betty Curse

### Sencillos
- 2006 "Excuse All the Blood"
- 2006 "God This Hurts"
- 2006 "Girl with Yellow Hair"
- 2007 "Do You Mind (If I Cry)"

## Miembros de su banda
- Megan Burns "Betty Curse" (voz)
- Rich Curse (guitarra)
- Alex Curse (guitarra)
- Olly Curse (bajo)
- Dominic Curse (batería)

## Premios y distinciones
Festival Internacional de Cine de Venecia
| Año  | Categoría                                                      | Película | Resultado |
| ---- | -------------------------------------------------------------- | -------- | --------- |
| 2000 | Premio Marcello Mastroianni al mejor actor o actriz revelación | Liam     | Ganadora  |